# Geweihte Jungfrau

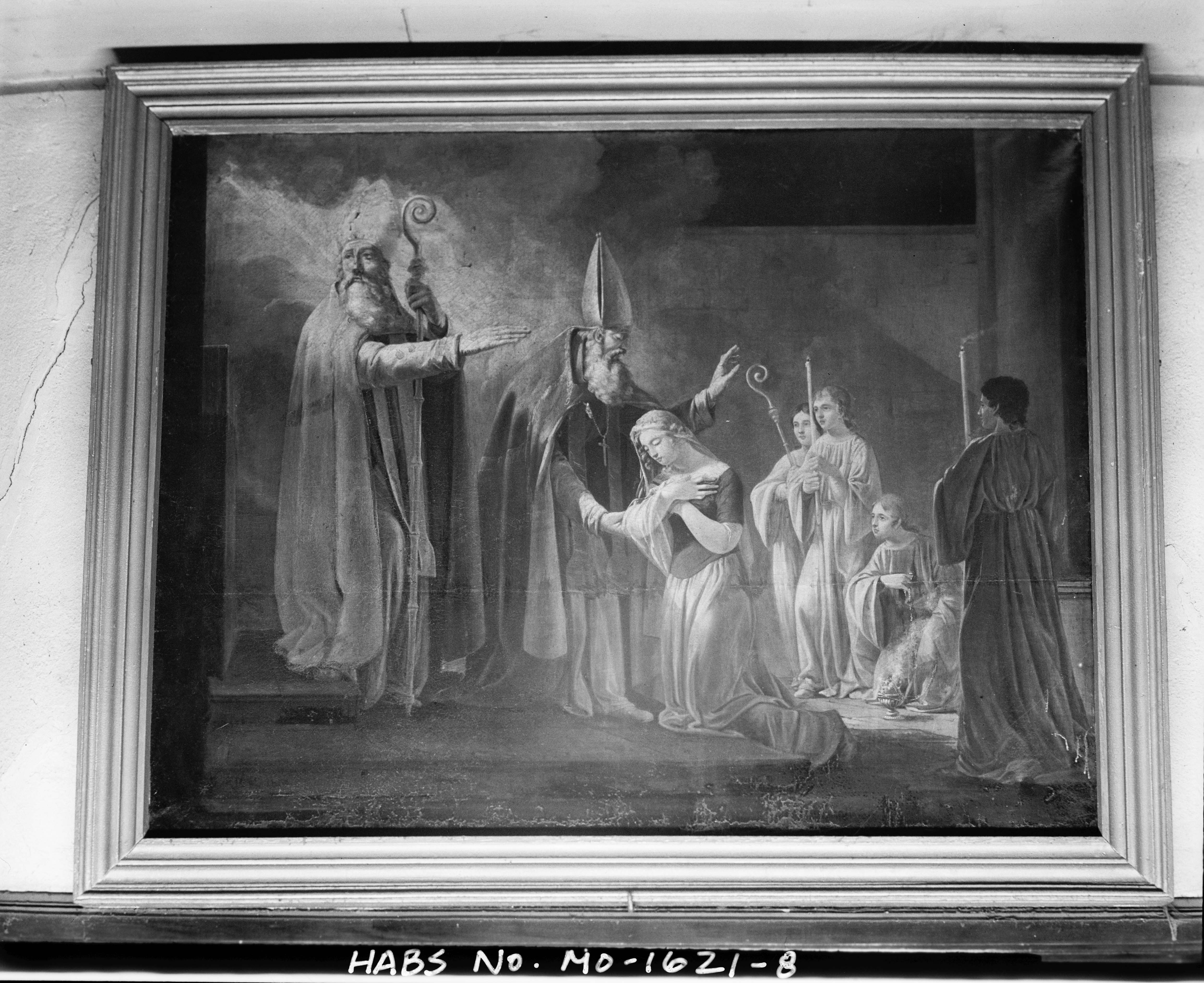
Die Jungfrauenweihe der hl. Genoveva, Bildnis in der Kirche St. Genoveva, Missouri, 1821

Eine geweihte Jungfrau (lateinisch Virgo consecrata, plural Virgines consecratae) ist in der katholischen Kirche eine Frau, die in die Hände des Diözesanbischofs öffentlich und für immer ein Leben im Stand der Jungfräulichkeit gelobt hat und der vom Bischof die Jungfrauenweihe (Consecratio virginum) gespendet wurde.

## Geschichtliche Entwicklung

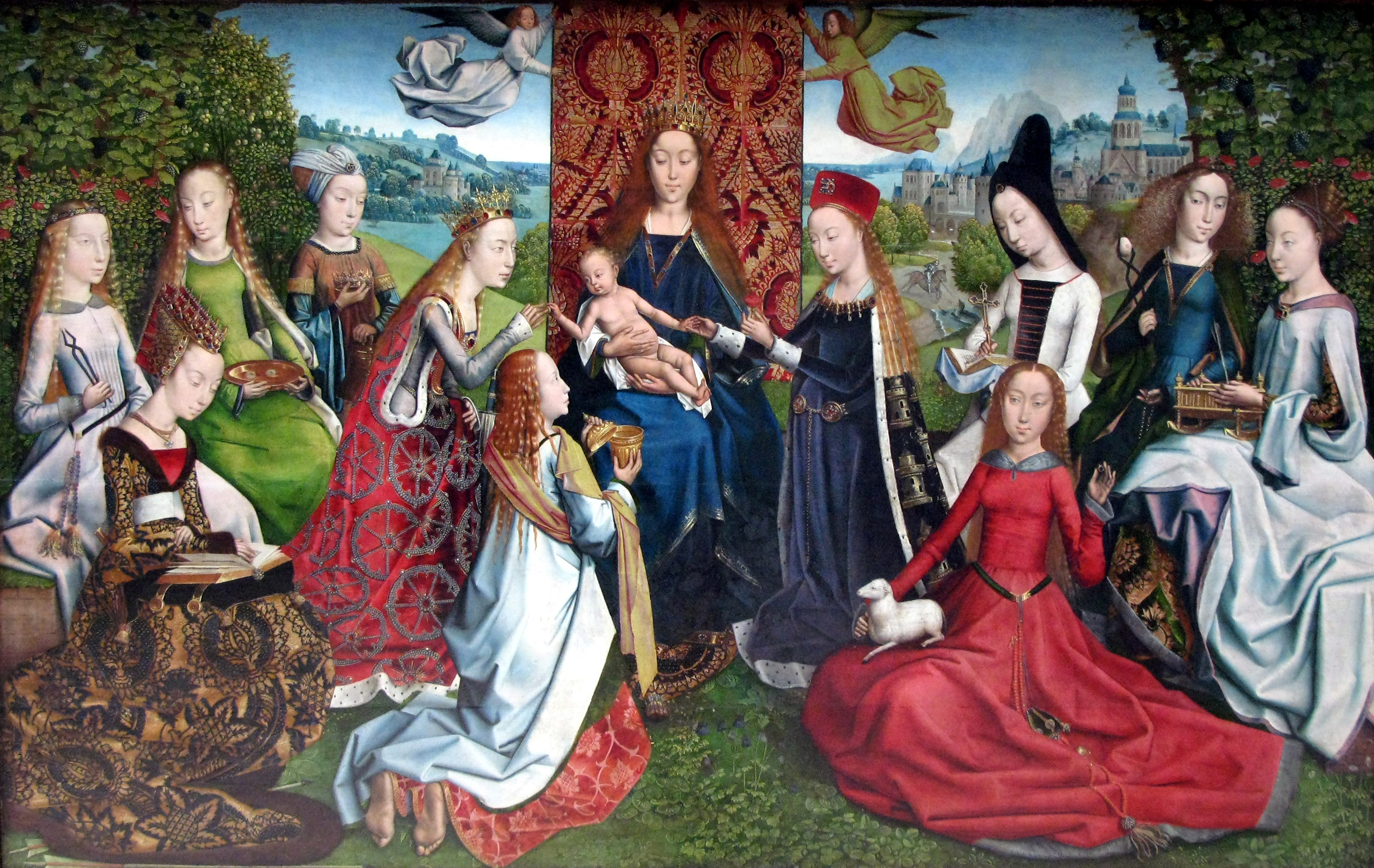
Virgo inter virgines – die Jungfrau Maria umgeben von heiligen Jungfrauen (erkennbar an ihren Heiligenattributen, Ende 15. Jh.)

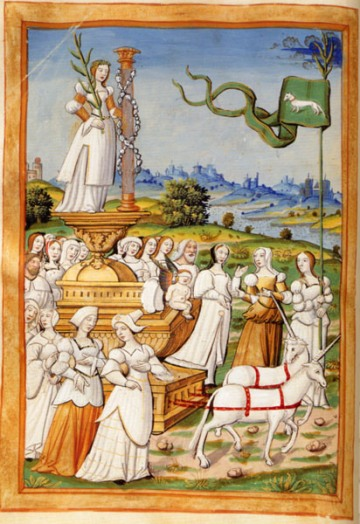
Triumph der Keuschheit (um 1510)

Schon in der Frühzeit der Kirche war es Brauch, Jungfrauen zu weihen. Daher wurde ein feierlicher Ritus geschaffen, durch den die Jungfrau zu einer gottgeweihten Person wird. „Durch die Weihe bekundet die Kirche, wie sehr sie die Jungfräulichkeit schätzt; sie erfleht die Gnade Gottes für die Jungfrauen und betet inständig um die Ausgießung des Heiligen Geistes“.
Dem frühchristlichen Stand der Jungfrauen gehörten Mädchen und Frauen unterschiedlichen Alters an, die aufgrund einer besonderen Berufung Christi die Lebensform der Jungfräulichkeit um des Himmelreiches willen (Mt 19,11–12 ) übernahmen. Schriften des Paulus von Tarsus (1 Kor 7,25–34 ), Grabinschriften und Bilder in den Katakomben, frühchristliche Gemeindeordnungen, Predigten, Briefe und Abhandlungen z. B. der Kirchenväter Cyprianus, Hieronymus, Ambrosius, Augustinus wie auch des Kirchenschriftstellers Tertullian und anderer berichten von den Jungfrauen der frühen Kirche. Auch zahlreiche griechische Schriftsteller der ersten Jahrhunderte haben über die Virgines geschrieben. Schon zu Tertullians Zeiten erfolgten Propositum und Weihe der Jungfrauen öffentlich. Ambrosius widmete sein Werk De virginibus ad Marcellinam sororem („Über die Jungfrauen an die Schwester Marcellina“) an seine leibliche Schwester, Marcellina, die um das Jahr 353 den Schleier der geweihten Jungfrauen aus der Hand des Papstes Liberius empfangen hatte.
Nach einer längeren Zeit der Erprobung mit Hilfe des privaten Gelübdes der Jungfräulichkeit um des Himmelreiches willen baten die Kandidatinnen ihren Bischof um die Spendung der Jungfrauenweihe. In einem öffentlichen Gottesdienst gelobten sie, um Christi willen freiwillig und für immer als gottgeweihte Jungfrau zu leben. Der Bischof spendete die Weihe durch das Weihegebet der Kirche. Seit dem 3. Jahrhundert erhalten die Jungfrauen danach einen Schleier, seit dem 7. Jahrhundert auch einen Ring. Bereits im 4. Jahrhundert wurde es für Jungfrauen üblich, eine ärmliche Tunika zu tragen.
Die Jungfrauen der frühen Kirche lebten zurückgezogen in ihren Familien. Sie verpflichteten sich zu einem Leben des Gebetes, des Fastens, dem Studium der Heiligen Schrift, zur Arbeit, aber auch zur Sorge für die Armen. Ihr Lebensstil musste einfach und ihrem Stand angemessen sein. Bei der Feier des Gottesdienstes hatten sie eigene Plätze.
Bis zum Beginn des 6. Jahrhunderts schlossen sich die geweihten Jungfrauen mehr und mehr zum gemeinsamen Leben in klausurierten Klöstern zusammen. Seit dem 9. Jahrhundert wurde die Jungfrauenweihe immer seltener und eigentlich nur noch in klausurierten Klöstern gespendet. Erhalten hat sich dieser Brauch bei den monastischen Orden der Benediktinerinnen, Trappistinnen und Kartäuserinnen. Letztere bekommen vom Bischof neben den traditionellen Insignien von Ring und Schleier auch die Stola überreicht. Sie tragen die Stola unter anderem bei der Verkündigung des Evangeliums in der Matutin. Das ist eine Besonderheit im Eigenrecht der Kartäuser. In anderen Ordensgemeinschaften – wie den Ursulinen – kann die Jungfrauenweihe gespendet werden, „wenn ein alter Brauch besteht“. Die Gesamtheit der geweihten Jungfrauen bezeichnet man seit alter Zeit als Ordo virginum (OV).

## Renaissance
In der italienischen Renaissance wurden die Themen Keuschheit und Jungfräulichkeit in allegorischen Dichtungen und Bildern aufgenommen und verbreitet; man maß ihnen einen hohen Stellenwert zu (siehe Triumph (Kunst)).

## Gegenwart
Im 17. und 18. Jahrhundert ist von Jungfrauenweihen nichts bekannt. 1868 kommt sie im Umfeld der Kongregation von Solesmes auf, ist aber noch stark an das Leben in Frauenklöstern gebunden. Im Zuge der Erneuerung nach dem Zweiten Vatikanischen Konzil stellte Papst Paul VI. 1970 diesen Ritus für Frauen, die „in der Welt“ leben, wieder her. Angehörige des Ordo virginum können daher sowohl Nonnen als auch in der Welt lebende geweihte Jungfrauen sein. In dem nachsynodalen Schreiben Vita consecrata schreibt Papst Johannes Paul II.:

„Grund zur Freude und Hoffnung ist es zu sehen, dass die bereits seit der apostolischen Zeit in den christlichen Gemeinden bezeugte alte Weihe der Jungfrauen heute wieder aufblüht. Aufgrund ihrer Weihe durch den Diözesanbischof erwerben sie eine besondere Bindung an die Kirche, deren Dienst sie sich widmen, auch wenn sie weiter in der Welt bleiben. Allein oder in Gemeinschaft stellen sie ein besonderes eschatologisches Bild von der himmlischen Braut und dem zukünftigen Leben dar, wenn die Kirche endlich die Liebe zu ihrem Bräutigam Christus in Fülle leben wird.“

Die Kandidatin wird nach einer längeren Vorbereitungszeit, der die Ablegung privater Gelübde vorausgeht, vom Bischof ihrer Diözese durch den feierlichen Ritus der Consecratio virginum dem Dienst der Kirche geweiht. Der Codex Iuris Canonici sieht in 604  CIC vor:

„§ 1. Außer diesen Formen des geweihten Lebens gibt es den Stand der Jungfrauen, die zum Ausdruck ihres heiligen Vorhabens, Christus in besonders enger Weise nachzufolgen, vom Diözesanbischof nach gebilligtem liturgischem Ritus Gott geweiht, Christus, dem Sohn Gottes, mystisch anverlobt und für den Dienst der Kirche bestimmt werden.

§ 2. Um ihr Vorhaben treuer zu halten und den ihrem eigenen Stande entsprechenden Dienst für die Kirche durch die gegenseitige Unterstützung zu steigern, können die Jungfrauen Vereinigungen bilden.“

Die am 4. Juli 2018 veröffentlichte Instruktion der Kongregation für die Institute geweihten Lebens und für die Gesellschaften apostolischen Lebens Ecclesiae Sponsae Imago (Das Bild der Kirche als Braut) widmet sich – als erstes kirchliches Dokument – eingehend dem Stand der gottgeweihten Jungfrauen.
Die gottgeweihte Jungfrau lebt in einem öffentlichen kirchlichen Stand, im Ordo virginum, einer der Formen des geweihten Lebens, und ist dabei direkt dem jeweiligen Diözesanbischof unterstellt. Die Christus geweihten Jungfrauen sollen sich, je nach ihren Verhältnissen und Gnadengaben, der Buße, den Werken der Barmherzigkeit, dem Apostolat und dem Gebet widmen. Dies beinhaltet vor allem den Auftrag der Kirche zum kirchlichen Stundengebet. Wo sie leben, sollen sie der Kirche dienen und die Sorge des Bischofs mittragen.
Bei der Weihe sieht das Pontifikale die Übergabe des Ringes, des Schleiers und des kirchlichen Stundenbuchs als Insignien vor. Dabei sind Ring und Schleier Zeichen für die bräutliche, das Stundenbuch Zeichen für die kirchliche Bindung.
Die gottgeweihte Jungfrau gehört weder der kirchlichen Hierarchie an, noch sind bestimmte Ämter oder Funktionen mit diesem Stand verbunden. Sie wird auch nicht von der Kirche unterhalten, sondern ist für ihren Lebensunterhalt selbst verantwortlich. 
Nach einer Erhebung des Heiligen Stuhls gab es im Jahr 2015 weltweit 4000 geweihte Jungfrauen, davon 67 % in Europa.
Eine bekannte geweihte Jungfrau ist María Lía Zervino (* 1951 in Buenos Aires), Mitglied der Asociación de Vírgenes Consagradas “Servidoras”, Präsidentin der Weltunion der Katholischen Frauenverbände (WUCWO) sowie seit 2022 Mitglied der vatikanischen Bischofskongregation.

## Heilige Jungfrauen
Bekannte Heilige, die dem Stand der Jungfrauen angehörten, sind zum Beispiel Agatha von Catania, Agnes von Rom, Cäcilia von Rom, Euphemia von Chalkedon, Katharina von Alexandrien, Katharina von Siena, Lucia von Syrakus, Margareta von Antiochia, Marcellina von Mailand und Scholastika von Nursia.